# Forsteriana
Forsteriana is een geslacht van kreeftachtigen uit de klasse van de Malacostraca (hogere kreeftachtigen).

## Soort
- Forsteriana venezuelensis (Rathbun, 1905)